# كلوتليد في فستان الأمسية
كلوتيلد في فُستان الأمسيّة هي لوحة زيتية مرسومة على قماش للفنّان والرّسام الإسباني خواكين سورويا ذات بُعد 150 في 105 سم. يرجع تاريخُ اللوحة إلى عام 1910 وتُعد جزءًا من التراث التاريخي الذي يُكوّن متحف سورويا في مدريد حيثُ تُعرض معظم لوحات الفنّان.
يظهرُ في هذه اللوحة صورة زوجته الرسام المدعوّة كلوتيلد غارسيا وهي تضعُ ذراعها الأيسر في الحزام. كما في اللوحة؛ فالسيّدة كلوتليد جالسة على كرسيّ في بروكار دمشقي معَ شالٍ من اللون الأبيض. ترتدي كلوتيلد زهرة بيضاء في شعرها كما تضعُ قلادة منَ اللؤلؤ في العنق وبعض قطع المجوهرات الأخرى والتي تثبت الحالة الاجتماعية الجيّدة للأسرة. جديرٌ بالذكرِ هنا أنّ عائلة سورويا قد اشترت في كثير من الأحيان مجموعةً منَ الملابس والإكسسوارات خلال رحلات العائلة إلى الخارج.
كان سورويا قد تزوّج كلوتيلد في عام 1888 وأصبحَا ثنائيًا معروفًا في إسبانيا ثم سرعان ما كبرت الأسرة بعد حصولهما على ابنتان. سورويا كانَ قد رسمَ أكثر من 70 لوحة فنيّة تظهرُ فيها زوجته كلوتيلد بما في ذلك: كلوتيلد في ثوب أسود (1906)، كلوتيلد غارسيا ديل كاستيلو، كلوتيلد مع طرحة سوداء، كلوتيلد مع القط والكلب، كلوتيلد بالأبيض، كلوتيلد على الشاطئ، كلوتليد الجالسة فوق أريكة ثمّ كلوتيلد في معطف رمادي.